# Archidiecezja Passo Fundo
Archidiecezja Passo Fundo (łac. Archidioecesis Passofundensis) – archidiecezja Kościoła rzymskokatolickiego w Brazylii. Należy do metropolii Passo Fundo wchodzi w skład regionu kościelnego Sul III. Została erygowana przez papieża Piusa XII bullą Si qua dioecesis 10 marca 1951.
13 kwietnia 2011 papież Benedykt XVI utworzył metropolię Passo Fundo podnosząc diecezję do rangi archidiecezji.